# Rapper's Delight
Rapper's Delight è un brano musicale degli Sugarhill Gang del 1979. Primo singolo della formazione, viene ricordata per essere una delle prime canzoni rap.

## Registrazione
Rapper's Delight venne registrata nel 1978 e prodotta dalla cantante Sylvia Robinson, co-fondatrice, assieme al marito Joseph "Joe" Robinson e Milton Malden, della Sugar Hill Records di New York. L'etichetta fu anche la fondatrice del gruppo, nato dall'esigenza di cavalcare la moda del nascente hip hop.

## Descrizione
Rapper's Delight è una traccia rap e novelty che inizia con le seguenti parole rappate da Wonder Mike: «I said a hip hop, a hippie, a hippie to the hip hip hop». Il successo di Rapper's Delight è principalmente dovuto al suo utilizzo come base di alcune sezioni strumentali del ritornello di Good Times degli Chic. Sono chiaramente riconoscibili, infatti, le linee del basso di Bernard Edwards e quella della chitarra di Nile Rodgers.

## Accoglienza
La rivista Rolling Stone mette la single version al secondo posto delle migliori canzoni hip hop di tutti i tempi.

## Cover
Della canzone sono state fatte moltissime cover da parte di rapper di tutto il mondo, tra i quali Ol' Dirty Bastard e i Beastie Boys. Le Las Ketchup si ispirarono ai versi iniziali della canzone per il ritornello del loro successo Asereje.

## Formazione
- Michael "Wonder Mike" Wright – voce
- Curtis "Grandmaster Caz" Brown – testo
- Henry "Big Bank Hank" Jackson – voce
- Guy "Master Gee" O'Brien – voce
- Bernard Roland[9] o Chip Shearin[10][11] – basso elettrico
- Albert Pittman[9] o Brian Morgan[10] – chitarra elettrica
- Moncy Smith – pianoforte
- Bryan Horton – batteria
- Sylvia Robinson – voce, vibrafono, produzione
- Billy Jones – ingegnere del suono
- Phil Austin – mastering